# Je moet je verdriet verbijten (single)
Je moet je verdriet verbijten is een single van Gerard Cox. Het is afkomstig van zijn album Je moet je verdriet verbijten. De A-kant was na al die satirische liedjes een luisterliedje over het oppakken van het leven na dood van een partner.
Het was een single die wederom een tweetal covers liet horen:
- Je moet je verdriet verbijten is een cover van Ça va pas changer le monde van Vito Pallavicini, Pino Massara, Joe Dassin, Pierre Delanoë, Claude Lemesle; het was in 1976 een klein hitje geweest van Dassin in Nederland
- Fantasieën van een vader is een cover van Les mesonges d’un pere a son fils van Jean-Loup Dabadie en Jacques Datin.

Beide werden uitgevoerd in een vertaling van Cox en een arrangement van Dick Bakker, de opvolger van Rogier van Otterloo bij het Metropole Orkest.
Je moet je verdriet verbijten werd geen hit in Nederland of België.